# Bliss

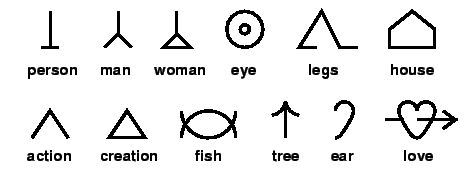
Några symboler

Bliss är ett system av symboler där ord och begrepp representeras av bilder. En del symboler är bildlika (piktogram), andra är ideografiska (står för en idé), exempelvis siffror. Symbolerna är svarta linjebilder och presenteras på olikfärgad eller vit bakgrund för att visa vilken ordklass ordet tillhör. Blissystemet innehåller grammatiska tecken och symboler som möjliggör bildandet av fullständiga meningar.
Speciellt för personer som saknar tal, ofta i förening med ett rörelsehinder, har blissymbolerna blivit ett alternativ eller ett komplement.
Blissanvändaren kommunicerar med sin omgivning genom att peka på en symbolkarta. Man pekar då med handen, en pannpinne, en lampa eller använder en dator med andra styrsätt. Den person som blissanvändaren talar med behöver inte veta vad symbolerna betyder utan kan utläsa vad symbolen betyder ovanför varje utpekad symbol.
Bliss skapades och är uppkallat efter Charles Bliss. Språket skapades ursprungligen för att användas som en kommunikationsväg mellan folk med olika modersmål.